# Alexandra Hrouzková
Alexandra Schneider Hrouzková (* 14. září 1984, Havířov) je pražská psycholožka, spisovatelka a publicistka.

## Profesní život
Narodila se 14. září 1984 v Havířově. Vystudovala magisterský obor psychologie na Filozofické fakultě Univerzity Karlovy v Praze, doktorský titul získala následně tamtéž. Dlouhodobě se výzkumně zabývala problematikou sexuality uživatelů marihuany. Je spoluzakladatelkou terapeutického centra My Life Studio v Praze. V psychologické praxi se specializuje na poradenství v oblasti partnerských vztahů, koučink v oblasti osobního rozvoje a hypnoterapii. Působí také jako lektor v oblasti firemního vzdělávání, hojně vystupuje v médiích a je autorkou dvou beletristických knih Expanze na Mars (2009), Dva roky spolu (2011).

## Osobní život
Jejím manželem byl novinář Jiří X. Doležal, s nímž se v roce 2012 rozvedla. Druhým manželem se stal Filip Schneider, se kterým má jedno dítě.

## Média
- Časopis Reflex autorku objevil v době, kdy psala blog (později vydaný jako kniha) Expanze na Mars. V průběhu přípravy článku se sblížila s reportérem Reflexu J. X. Doležalem a jejich svatba a týdny příprav na svatbu v září 2009 byly týdeníkem Reflex medializovány jako parodie na reality show.[1] Online přenos svatby sledovalo pro server historicky nejvíce (44 000) diváků. V roce 2009 s Jiřím X. Doležalem účinkovala ve videoklipu k písni Dva a půlměsíc skupiny Prohrála v kartách.
- Populárně naučná mediální činnost – formou populárně psychologických článků spolupracuje se serverem Psychologie.cz, s časopisy Psychologie Dnes, Moje Psychologie, Elle, Jóga Dnes a dalšími. Měla vlastní populárně-naučný pořad „S Alex na sex“ na Tv Metropol, na serveru Stream.cz má pořad o partnerských vztazích a sexualitě „Přírodověda s Alex“.
- Je autorkou dvou beletristických knih: Expanze na Mars (2009), Dva roky spolu (2011)

## Výzkum
Věnovala se jako první v České republice výzkumu sexuality a sexuálního chování starších chronických uživatelů marihuany. Výzkum byl realizován jako součást diplomové práce na katedře psychologie Filozofické fakulty Univerzity Karlovy. Vedoucím diplomové i disertační práce byl Petr Weiss.

## Dílo
- Expanze na Mars, Alex Hrouzková, Eva Krátká, Praha, nakladatelství XYZ 2009, ISBN 978-80-7388-242-6

Její literární prvotina Expanze na Mars, otevřeně líčící dozrávání děvčete v mladou ženu v postmoderní realitě České republiky začátku 21. století.
- Dva roky spolu, Alex Doležalová Hrouzková, Jiří X. Doležal, Praha, nakladatelství XYZ 2011, ISBN 978-80-7388-592-2

Kniha napsaná spolu s bývalým manželem Alexandry Doležalové popisuje první dva roky jejich manželství – tutéž realitu střídavě z ženského a mužského úhlu pohledu.